# François Thurot
Pour les articles homonymes, voir Thurot.

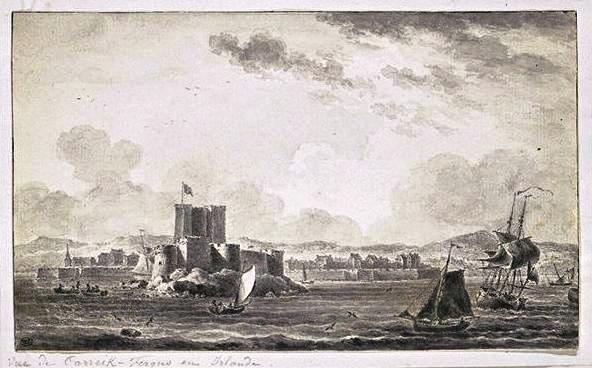
Une vue de Carrickfergus, dont François Thurot s'empare en 1759.

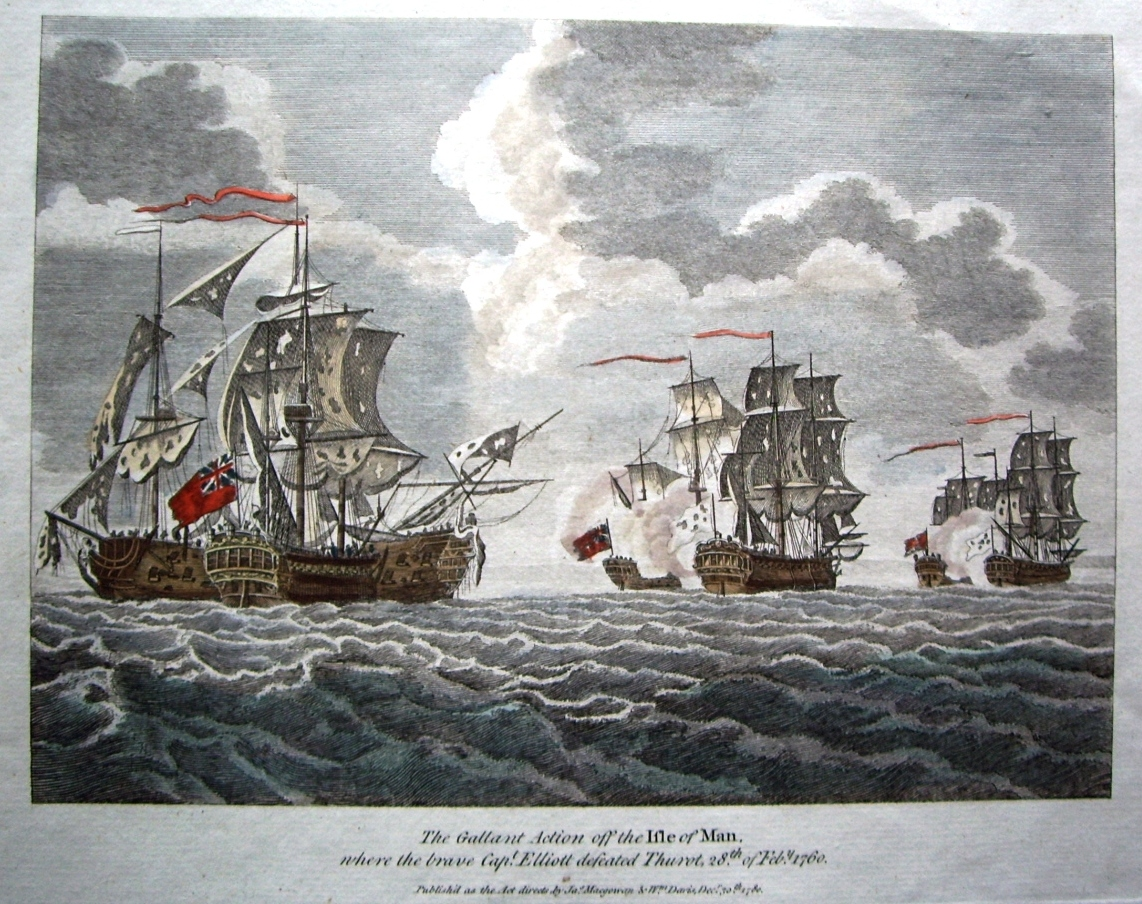
La défaite de Thurot au retour de l'expédition, en février 1760.

François Thurot, né à Nuits-Saint-Georges le 21 juillet 1727 et mort au large de l'île de Man le 28 février 1760, est un corsaire français.

## Biographie
Fils d'un maître de poste décédé alors qu'il est encore jeune, sa mère le fait entrer en apprentissage chez un maître en chirurgie en 1743. Après ces brèves études de chirurgie, il est attiré par la mer et se rend à Calais où il obtient la permission de s'embarquer sur un bateau corsaire en qualité de chirurgien au moment où la France et l'Angleterre entrent en guerre. Fait prisonnier par les Anglais en août 1744, il réussit à s'échapper de la prison de Douvres et à rentrer en France. 
Voulant se perfectionner dans la marine, il étudie les sciences pour apprendre les cartes marines et les manœuvres des bateaux et s'emploie à des postes de mousse, de matelot, puis de pilote et enfin de capitaine. La paix étant revenue en 1748 entre les deux pays belligérants, il équipe à ses frais un vaisseau pour accompagner et protéger les navires de commerce dunkerquois. 
En 1755, France et Angleterre entrent à nouveau en guerre. On confie à Thurot un des meilleurs vaisseaux de la marine marchande pour contrecarrer le commerce maritime des Anglais. En juillet 1757, il reçoit le commandement d'une flottille de deux frégates et de deux corvettes avec pour mission toujours de troubler le commerce des anglais. De 1757 à 1759, il écume la mer du Nord et inflige de lourdes pertes aux bateaux anglais. 
Couvert de gloire, il rentre à Dunkerque. Par l'intermédiaire du maréchal de Belle-Isle qu'il avait connu quand il était prisonnier à Douvres, le roi lui confie le commandement d'une escadre de cinq frégates destinée à créer une diversion lors d'une descente prévue en Angleterre par le maréchal de Conflans. Thurot appareille de la rade de Dunkerque le 15 octobre 1759. 
Le ravitaillement est difficile, la mésentente est totale entre les officiers. L'expédition du maréchal de Conflans tourne au fiasco. Malgré tout, l' expédition débarque en Irlande à Carrickfergus, prend la garnison sans presque d'opposition et fait libérer les prisonniers français.
Mais cette victoire est de courte durée car une flotte anglaise, sous les ordres du commodore John Elliot, les surprend près des îles Copeland. Deux des vaisseaux de l'expédition française, la Blonde et la Terpsichore, commandés par des officiers hostiles à Thurot, se rendent rapidement. Thurot qui commande le  Maréchal de Belle Isle oppose une vaine résistance. Il meurt au combat à 33 ans le 28 février 1760, et son corps repose au cimetière écossais de Kirkmaiden (en), Galloway, ses frégates furent obligées d'amener pavillon après une lutte acharnée.